# Pimelea gilgiana
Pimelea gilgiana är en tibastväxtart som beskrevs av Ernst Georg Pritzel. Pimelea gilgiana ingår i släktet Pimelea och familjen tibastväxter. Inga underarter finns listade i Catalogue of Life.